# X-Men: Dark Phoenix
X-Men: Dark Phoenix (pubblicizzato negli Stati Uniti semplicemente come Dark Phoenix) è un film del 2019 scritto, diretto, ideato e co-prodotto da Simon Kinberg.
Basato sul gruppo degli X-Men e sulla saga di Fenice Nera di Marvel Comics, è il sequel di X-Men - Apocalisse (2016), è il quarto e ultimo capitolo della serie prequel degli X-Men, nonché 12° film della serie di film X-Men.

## Trama
Nel 1975, una Jean Grey ancora bambina usa inavvertitamente la sua telecinesi causando un incidente stradale dove muore sua madre. Poco dopo, il professor Charles Xavier la porta alla sua scuola per giovani dotati, dove blocca mentalmente il ricordo dell'incidente e la aiuta a perfezionare le sue abilità psichiche.
Nel 1992, nove anni dopo la devastazione mondiale causata da En Sabah Nur, le azioni dei mutanti al Cairo hanno contribuito a mettere sotto una luce più positiva la squadra degli X-Men, composta da Jean, Ciclope, Bestia, Tempesta, Nightcrawler, Quicksilver e Mystica, tanto che gli X-Men sono visti come eroi nazionali e rispondono a un segnale di soccorso dello Space Shuttle Endeavour, che viene gravemente danneggiato da un potente brillamento solare. Mentre gli X-Men salvano tutti gli astronauti, Jean rimane bloccata nello Shuttle e assorbe tutta l'energia nel suo corpo. La giovane sopravvive all'evento e i suoi poteri psichici risultano notevolmente amplificati. Così facendo, il blocco mentale posto da Xavier viene distrutto; Jean inavvertitamente provoca un incidente alla scuola per mutanti per un esaurimento nervoso e fugge, recandosi nella sua città natale di Red Hook dopo aver scoperto che suo padre è ancora vivo. Gli X-Men la raggiungono e tentano di portarla a casa ma lei, dopo uno scontro, uccide accidentalmente Raven e ferisce gravemente Peter prima di volare via.
Jean si reca allora nell'isola dei rifugiati mutanti di Genosha per cercare aiuto da Erik Lehnsherr, alias Magneto, nel controllare i suoi poteri, ma viene respinta dopo aver ingaggiato un combattimento con le forze militari statunitensi incaricate del suo arresto. Sola e disperata, Jean incontra Vuk, la leader di una razza aliena conosciuta come i D'Bari, che le spiega che è stata posseduta da una forza cosmica che anni prima ha annientato il loro pianeta natale. Il potere ha sempre distrutto tutto quello che incontrava, ma non Jean. Nel frattempo, Hank McCoy, che critica aspramente Xavier per la manipolazione dei ricordi di Jean ed è addolorato per la morte dell'amata Raven, si allea con Erik e i suoi rifugiati mutanti per abbattere Jean a New York.
Dopo aver appreso del piano di Erik per uccidere Jean, gli X-Men affrontano lui e la sua fazione nella città. Erik riesce a infiltrarsi nell'edificio che fa da base agli alieni per affrontare Jean, ma è sopraffatto dalle sue nuove abilità. Xavier convince Jean a leggere i suoi ricordi, permettendo alla sua personalità di riemergere. Pentita, Jean chiede a Vuk di prendere la forza da lei; tuttavia, si scopre che così facendo l'avrebbe uccisa e Vuk avrebbe usato il potere di Fenice per conquistare il mondo. Xavier e Scott Summers fermano Vuk prima che assorba completamente la forza di Jean; subito dopo entrambe le fazioni mutanti vengono catturate dalle forze speciali del governo degli Stati Uniti e trasferite su un treno diretto verso una struttura di contenimento segreta. Il convoglio viene attaccato da Vuk e dai D'Bari. Quando i soldati vengono sopraffatti dagli alieni, i mutanti vengono liberati per unirsi alla lotta. Xavier comunica telepaticamente con Jean, la quale prende il controllo della forza dentro di lei. Vuk si scontra ancora una volta con Jean, ma quest'ultima scatena il suo pieno potenziale e, trasferitasi nello spazio, la uccide prima di scomparire.
All'indomani della battaglia, la scuola viene ribattezzata col nome di Jean Grey e Hank ne diventa il nuovo preside. Xavier si è ritirato a Parigi dove viene raggiunto da Erik in un cafè, egli lo invita a giocare a una partita a scacchi, lo ringrazia per tutto ciò che ha fatto per lui e gli propone di vivere insieme; in quel momento una fenice in fiamme attraversa in lontananza il cielo.

## Personaggi
- Charles Xavier / Professor X, interpretato da James McAvoy: un mutante pacifista che ha fondato la X-Mansion, una scuola per mutanti.[1]
- Erik Lehnsherr / Magneto, interpretato da Michael Fassbender: un potente mutante capace di manipolare metalli e campi magnetici, migliore amico di Charles Xavier e padre di Quicksilver.[1]
- Raven Darkhölme / Mystica, interpretata da Jennifer Lawrence: una mutante capace di metamorfosi, sorella adottiva di Charles Xavier.[1]
- Hank McCoy / Bestia, interpretato da Nicholas Hoult: un mutante dalle sembianze bestiali con abilità fisiche sovrannaturali, insegnante della X-Mansion.[1]
- Jean Grey / Fenice, interpretata da Sophie Turner: una potente mutante con poteri di telepatia e psicocinesi, una delle migliori studenti della scuola di Charles Xavier.[1]
- Scott Summers / Ciclope, interpretato da Tye Sheridan: un mutante che spara raggi ottici concussivi.[1]
- Ororo Munroe / Tempesta, interpretata da Alexandra Shipp: una mutante africana che può controllare il tempo atmosferico.[1]
- Kurt Wagner / Nightcrawler, interpretato da Kodi Smit-McPhee: un mutante europeo capace di teletrasportarsi.[1]
- Pietro Maximoff / Quicksilver, interpretato da Evan Peters: un mutante in grado di muoversi a velocità supersonica, figlio di Magneto.[2]
- Margaret Smith / Vuk, interpretata da Jessica Chastain: un'aliena mutaforma capace di manipolare Fenice.[3]

## Produzione
In fase di post-produzione, i produttori non erano soddisfatti del terzo atto del film, e hanno fissato alcune riprese aggiuntive, modificando radicalmente il finale e l'aspetto della protagonista Fenice.
Il budget del film è stato di 200 milioni di dollari.

## Promozione
Il primo trailer del film viene diffuso il 26 settembre 2018 durante la trasmissione The Late Late Show with James Corden.

## Distribuzione
Inizialmente prevista per il 2 novembre 2018 e il 14 febbraio 2019, la pellicola è stata distribuita nelle sale cinematografiche statunitensi a partire dal 7 giugno 2019 e in quelle italiane dal 6 giugno dello stesso anno.
Negli Stati Uniti il film doveva essere inizialmente distribuito dalla 20th Century Fox, ma in seguito all'acquisizione della 21st Century Fox da parte della Disney, viene distribuito da Walt Disney Studios Motion Pictures.

## Accoglienza

### Incassi
X-Men: Dark Phoenix ha avuto il peggior esordio sul mercato statunitense per un film della saga degli X-Men, incassando 33 milioni di dollari.
A fronte di un budget di 200 milioni di dollari, la pellicola ne ha incassati circa 65,8 milioni di dollari nel Nord America e 186,6 milioni nel resto del mondo, per un totale di 252442974 $.
Rivelatosi uno dei flop cinematografici del 2019, il sito Deadline lo posiziona al primo posto dei flop dell'anno con una perdita di 133 milioni di dollari.

### Critica
Il film ha ricevuto recensioni negative da parte della critica. Sull'aggregatore di recensioni Rotten Tomatoes ha una percentuale di gradimento del 22% basato su 382 recensioni, con un voto medio di 4,6 su 10. Su Metacritic ottiene un punteggio di 43 su 100 basato su 52 recensioni.

## Riconoscimenti
- 2019 - People's Choice Award[16]
  - Candidatura per il miglior film d'azione
  - Candidatura per la miglior star femminile a Sophie Turner
  - Candidatura per la miglior star d'azione a Sophie Turner
- 2019 - Teen Choice Award[17]
  - Candidatura per il miglior film fantasy / di fantascienza
  - Candidatura per il miglior attore in un film fantasy / di fantascienza a James McAvoy
  - Candidatura per la migliore attrice in un film fantasy / di fantascienza a Sophie Turner